# Васюково
Васюко́во (рос. Васюково) — присілок у складі Грязовецького району Вологодської області, Росія. Входить до складу Юровського сільського поселення.

## Населення
Населення — 25 осіб (2010; 41 у 2002).
Національний склад (станом на 2002 рік):
- росіяни — 95 %